# Federico Delpino

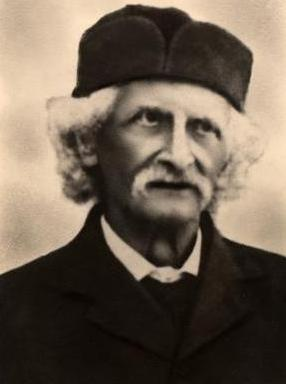
Federico Delpino.

Giacomo Giuseppe Federico Delpino, född 27 december 1833, död 1905, var en italiensk botaniker. Auktorsnamnet Delpino kan användas för Federico Delpino i samband med ett vetenskapligt namn inom botaniken; se Wikipediaartiklar som länkar till auktorsnamnet.
Delpino blev professor vid forstakademin i Vallombrosa 1871, professor i botanik i Genua 1875, i Bologna 1884 och i Neapel 1894. Delpino är en av grundarna av växtbiologin, särskilt läran om blommornas biologi, och har på detta område närmare behandlat pollinationen, myrväxter, insektsätande växter, frukt- och fröspridning med mera. Han har även ägnat studier åt fylogenetiska, systematiska och växtgeografiska spörsmål och på dessa tillämpat biologiska synpunkter. Av betydelse för morfologin är Delpinos undersökningar över fyllda blommor och zygomorfi även över blandställningen, vilken han ingående behandlade i sitt viktiga arbete Teoria generale della fillotassi (1883).